# Martiniano (emperador)

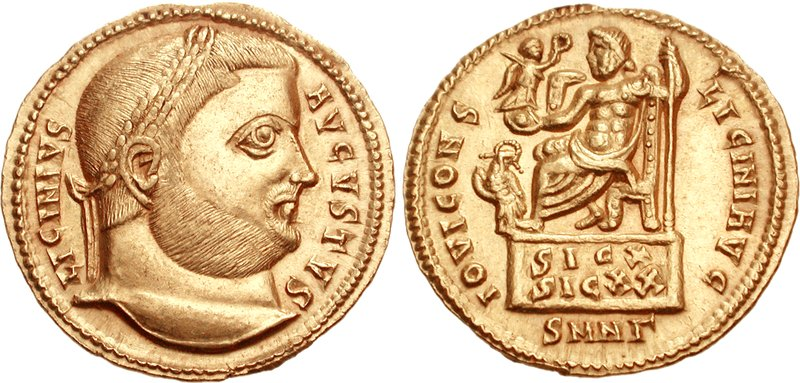
Sólido con efigie de Licinio (r. 308-324).

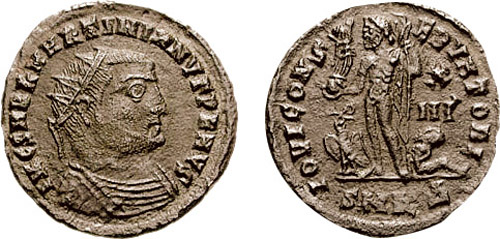
Follis de Martiniano emitido en Cícico.

Martiniano (en latín: Martinianus, m. 325) fue un oficial y luego coemperador de Licinio (r. 308-324) desde julio hasta el 18 de septiembre de 324. Inicialmente ejerció el cargo de magister officiorum en la corte de su futuro coemperador, y posteriormente fue elevado a augusto a causa del desastre de la batalla de Adrianópolis de 324. Después de su nombramiento, fue enviado con una fuerza militar a Lámpsaco para evitar que Constantino I (r. 306-337) cruzara la ciudad y llegara a Asia Menor. Después de la batalla del Helesponto, Licinio lo llamó para ayudar a fortalecer las filas de su ejército. A causa de la decisiva victoria de Constantino en la batalla de Crisópolis, ambos fueron capturados y Martininiano terminó siendo ejecutado en Capadocia a finales de 324.

## Nombre
El nombre completo de Martiniano solo aparece en forma abreviada en sus monedas. La abreviación «Mar» suele ser interpretada como «Marcius». La palabra «S» en algunas de sus monedas ha sido interpretada como «Sextus», aunque es posible que esta sea parte de la abreviación de Caesar.

## Biografía
No se tiene constancia sobre los orígenes de Martiniano. Su primera aparición data de 324, cuando ejercía el cargo magister officiorum en la corte del emperador Licinio (r. 308-324). En esos tiempos, Constantino I (r. 306-337) y el emperador anteriormente nombrado se encontraban en guerra. Después de la derrota en la batalla de Adrianópolis el 3 de julio, Licinio decidió destituir a Constantino —solo de palabra—, por lo que elevó a Martiniano al puesto de augusto de Occidente, tal y como había hecho al nombrar a Valerio Valente en su primera guerra contra Constantino; en esa época, el augusto de Oriente carecía de ayuda de un comandante leal, algo que Constantino poseía gracias a su hijo mayor Crispo. Las fuentes afirman que Martiniano fue nombrado césar (emperador menor), pero la historiografía concuerda que fue designado augusto (emperador mayor), tal y como indican las monedas acuñadas con su nombre.
Licinio envió al augusto al frente de un ejército, que incluía tropas auxiliares visigodas, a Lámpsaco, en la costa asiática del Helesponto, con la intención de evitar que Constantino utilizara su armada para cruzar desde Tracia hasta Misia y Bitinia en Asia Menor. Una batalla naval en el Helesponto, con Crispo como comandante enemigo, ocasionó la destrucción de la marina de Licinio. Después de esta derrota, este se retiró con sus tropas de Bizancio, que estaba sitiada por Constantino, a Calcedonia, situada en la costa asiática del Bósforo. Constantino atravesó el Bósforo hacia Asia Menor con la ayuda de una flotilla compuesta por buques de transporte ligeros independiente a su armada principal para evitar a las fuerzas de Martiniano.
Licinio convocó a Martiniano para reforzar a su ejército principal, pero no es seguro si llegó al primero antes de la batalla de Crisópolis del 18 de septiembre de 324, cuando fue derrotado por última vez. Debido a la intervención de Flavia Julia Constancia, hermana de Constantino y esposa de Licinio, lograron salvarse, aunque ambos fueron apresados, este último en Salónica y Martiniano en Capadocia. Al final, pese a las garantías dadas por Constantino, Martiniano fue ejecutado a finales de 324, mientras que Licinio fue ajusticiado en la primavera de 325, acusado de estar reclutando tropas para rebelarse contra Constantino y su hijo, Licinio II, también fue ejecutado por orden imperial.

## Numismática
Apenas se conocen monedas sobre Martiniano. Existen falsificaciones y algunas parecen haber sido producidas por el mismo falsificador que acuñó las monedas de Valerio Valente. Las pocas monedas originales fueron acuñadas en Nicomedia y en Cícico y las irregularidades que muestran las acuñaciones de los anversos de estas indican la prisa con la que se trabajó a la hora de hacerlas, problema que también comparten los ejemplares de sus colegas orientales.